# Centaurea phaeolepis
Centaurea phaeolepis là một loài thực vật có hoa trong họ Cúc. Loài này được Coss. mô tả khoa học đầu tiên năm 1851.